# Geoff Masters
Geoff Masters (Brisbane, 19 settembre 1950) è un ex tennista australiano.

## Carriera
Giocatore specializzato nel doppio, in questa disciplina vince infatti ventitré titoli tra cui due del Grande Slam. La maggior parte dei tornei li ha giocati in coppia con il connazionale Ross Case. Nel singolare è riuscito a vincere due titoli ed a raggiungere la top-50 mondiale. Vince un titolo anche nel doppio misto insieme a Pam Teeguarden agli US Open 1974.
In Coppa Davis gioca un totale di undici match con la squadra australiana vincendone otto e contribuendo alla vittoria del titolo nel 1973.

## Statistiche

### Singolare

#### Vittorie (2)
| Numero | Data             | Torneo                                  | Superficie | Avversario in finale | Punteggio          |
| 1.     | 21 dicembre 1974 | Tasmanian Open, Hobart                  | Cemento    | Toshiro Sakai        | 6-4, 7-6           |
| 2.     | 24 ottobre 1976  | Australian Indoor Championships, Sydney | Cemento    | James Delaney        | 4-6, 6-3, 7-6, 6-3 |

### Doppio

#### Vittorie (23)
| Legenda                                                       |
| Grande Slam (2)                                               |
| Tennis Masters Cup / ATP World Tour Finals (0)                |
| Masters Series / ATP World Tour Master 1000 (0)               |
| ATP International Series Gold / ATP World Tour 500 Series (0) |
| ATP International Series / ATP World Tour 250 Series (21)     |

| Numero | Anno | Torneo                                        | Superficie  | Compagno         | Avversari in finale                       | Punteggio               |
| 1.     | 1972 | Rainier International Tennis Classic, Seattle | Cemento     | Ross Case        | Jean-Baptiste Chanfreau Wanaro N'Godrella | 4–6, 7–6, 6–4           |
| 2.     | 1972 | Brisbane International, Brisbane              | Cemento     | Ross Case        | Georges Goven Wanaro N'Godrella           | 6–2, 6–7, 6–2, 7–6      |
| 3.     | 1973 | Legg Mason Tennis Classic, Washington         | Terra rossa | Ross Case        | Dick Crealy Andrew Pattison               | 2–6, 6–1, 6–4           |
| 4.     | 1974 | Australian Open, Melbourne                    | Erba        | Ross Case        | Syd Ball Bob Giltinan                     | 6–7, 6–3, 6–4           |
| 5.     | 1974 | Countrywide Classic, Los Angeles              | Cemento     | Ross Case        | Brian Gottfried Raúl Ramírez              | 6–3, 6–2                |
| 6.     | 1974 | Sydney Indoor, Sydney                         | Cemento (i) | Ross Case        | John Newcombe Tony Roche                  | 6–4, 6–4                |
| 7.     | 1975 | Sao Paulo WCT, São Paulo                      | Sintetico   | Ross Case        | Brian Gottfried Raúl Ramírez              | 6–7, 7–6, 7–6           |
| 8.     | 1975 | Caracas Open, Caracas                         | Cemento     | Ross Case        | Brian Gottfried Raúl Ramírez              | 7–5, 4–6, 6–2           |
| 9.     | 1975 | Melbourne Indoor, Melbourne                   | Erba        | Ross Case        | Brian Gottfried Raúl Ramírez              | 6–4, 6–0                |
| 10.    | 1975 | Philippine International, Manila              | Cemento     | Ross Case        | Syd Ball Kim Warwick                      | 6–1, 6–2                |
| 11.    | 1976 | Sao Paulo WCT, São Paulo (2)                  | Sintetico   | Ross Case        | Charlie Pasarell Allan Stone              | 7–5, 6–1                |
| 12.    | 1976 | Philippine International, Manila (2)          | Cemento     | Ross Case        | Anand Amritraj Corrado Barazzutti         | 6–0, 6–1                |
| 13.    | 1977 | Denver Open, Denver                           | Sintetico   | Colin Dibley     | Syd Ball Kim Warwick                      | 6–2, 6–3                |
| 14.    | 1977 | Torneo di Wimbledon, Londra                   | Erba        | Ross Case        | John Alexander Phil Dent                  | 6–3, 6–4, 3–6, 8–9, 6–4 |
| 15.    | 1977 | Japan Open Tennis Championships, Tokyo        | Terra rossa | Kim Warwick      | Colin Dibley Chris Kachel                 | 6–2, 7–6                |
| 16.    | 1978 | Sarasota Grand Prix, Sarasota                 | Sintetico   | Colin Dowdeswell | Byron Bertram Bernard Mitton              | 2–6, 6–3, 6–2           |
| 17.    | 1978 | Little Rock Open, Little Rock                 | Sintetico   | Colin Dibley     | Tim Gullikson Tom Gullikson               | 7–6, 6–3                |
| 18.    | 1978 | Dayton Open, Dayton                           | Sintetico   | Brian Gottfried  | Hank Pfister Butch Walts                  | 6–3, 6–4                |
| 19.    | 1978 | Japan Open Tennis Championships, Tokyo (2)    | Terra rossa | Ross Case        | Željko Franulović Buster Mottram          | 6–2, 4–6, 6–1           |
| 20.    | 1978 | Tokyo Indoor, Tokyo                           | Sintetico   | Ross Case        | Pat Du Pré Tom Gorman                     | 6–3, 6–4                |
| 21.    | 1979 | South Pacific Tennis Classic, Brisbane        | Erba        | Ross Case        | John James Chris Kachel                   | 7–6, 6–2                |
| 22.    | 1980 | Dayton Open, Dayton (2)                       | Sintetico   | Wojciech Fibak   | Fritz Buehning Fred McNair                | 6–4, 6–4                |
| 23.    | 1980 | Queen's Club Championships, Londra            | Erba        | Rod Frawley      | Paul McNamee Sherwood Stewart             | 6–2, 4–6, 11–9          |